# A Nazionale 1983-1984
La A Nazionale 1983-1984 è stata la 44ª edizione del massimo campionato greco di pallacanestro maschile. La vittoria finale è stata ad appannaggio del Panathīnaïkos.

## Risultati

### Stagione regolare
|     | Squadra              | G  | V  | P  | PF   | PS   | Pt. | Qualificazione            |
| --- | -------------------- | -- | -- | -- | ---- | ---- | --- | ------------------------- |
| 1.  | Panathīnaïkos        | 26 | 24 | 2  | 2288 | 1825 | 50  | spareggio                 |
| 2.  | Aris Salonicco       | 26 | 24 | 2  | 2469 | 1925 | 50  | spareggio                 |
| 3.  | PAOK Salonicco       | 26 | 22 | 4  | 2124 | 1823 | 48  |                           |
| 4.  | Paniōnios            | 26 | 18 | 8  | 1997 | 1921 | 44  |                           |
| 5.  | AEK Atene            | 26 | 18 | 8  | 1973 | 1897 | 44  |                           |
| 6.  | Iōnikos Nikaias      | 26 | 14 | 12 | 2285 | 2284 | 40  |                           |
| 7.  | Olympiakos           | 26 | 13 | 13 | 2063 | 2062 | 39  |                           |
| 8.  | Īraklīs Salonicco    | 26 | 13 | 13 | 2016 | 2099 | 39  |                           |
| 9.  | Panellīnios          | 26 | 9  | 17 | 1885 | 2017 | 35  |                           |
| 10. | Peristeri            | 26 | 7  | 19 | 1649 | 1803 | 33  |                           |
| 11. | G.S. Larissa         | 26 | 7  | 19 | 1872 | 2139 | 33  |                           |
| 12. | Apollon Patrasso     | 26 | 6  | 20 | 2021 | 2295 | 32  |                           |
| 13. | VAO Salonicco        | 26 | 5  | 21 | 1989 | 2234 | 31  | retrocesse in B Nazionale |
| 14. | Dimókritos Salonicco | 26 | 4  | 22 | 1753 | 2190 | 30  | retrocesse in B Nazionale |

### Finale per il titolo
| Squadra 1     | Risultato | Squadra 2      |
| ------------- | --------- | -------------- |
| Panathīnaïkos | 80 - 76   | Aris Salonicco |

| A Nazionale 1983-1984    |
| ------------------------ |
| Panathīnaïkos 19º titolo |

## Formazione vincitrice
| N° | Naz.                   | Ruolo | Sportivo             |  | Alt. |  |
| -- | ---------------------- | ----- | -------------------- |  | ---- |  |
|    | Grecia (bandiera)      |       | Takīs Korōnaios      |  |      |  |
|    | Stati Uniti (bandiera) | C     | David Nelson         |  | 203  |  |
|    | Grecia (bandiera)      | P     | Memos Iōannou        |  | 190  |  |
|    | Grecia (bandiera)      | AG    | Liverīs Andritsos    |  | 202  |  |
|    | Grecia (bandiera)      |       | Kyriakos Vidas       |  |      |  |
|    | Grecia (bandiera)      |       | Giorgos Skropolithas |  |      |  |
|    | Grecia (bandiera)      |       | Tom Kappos           |  |      |  |
|    | Grecia (bandiera)      |       | Tolias               |  |      |  |
|    | Grecia (bandiera)      |       | Kalogeropoulos       |  |      |  |
|    | Grecia (bandiera)      |       | Politis              |  |      |  |
|    | Grecia (bandiera)      |       | Tsantilis            |  |      |  |
|    | Grecia (bandiera)      |       | Sotiriou             |  |      |  |
|    | Grecia (bandiera)      | All.  | Michalis Kyritsis    |  |      |  |